# Markkanaal
Het Markkanaal is een zes kilometer lang kanaal tussen het Wilhelminakanaal bij Oosterhout en de Mark bij Terheijden ten noorden van Breda. Het staat in open verbinding met de Mark ter hoogte van Roeivereniging Breda. Hierdoor kan het kanaal water bergen als de Mark niet genoeg afvoercapaciteit heeft, bijvoorbeeld na een hevige regenbui. De kanaaldijken (van het Markkanaal) zorgen er dan voor dat er geen overstromingen plaatsvinden. Bij Oosterhout wordt het kanaal afgesloten door de Marksluis.
Op 17 juni 1905 werd wettelijk vastgesteld dat er een scheepvaartkanaal aangelegd zou worden om de Zuid-Willemsvaart en de rivier de Mark onderling en met de rivier de Amer te verbinden. In navolging van deze wet werd op 28 februari 1906 goedgekeurd dat het kanaal de naam Wilhelminakanaal zou gaan dragen. De goedkeuring werd verleend door de minister van Waterstaat, Handel en Nijverheid.
Het kanaal is in 1915 geopend. In 1976 is het kanaal verbreed. Er zijn drie bruggen over het kanaal. Het kanaal is geschikt voor schepen CEMT-klasse IV en pleziervaart. De maximaal toegelaten afmetingen zijn: 90 × 9,6 × 2,6 meter. De diepte is 3,8 meter.
Het Markkanaal is onderdeel van de recreatieve West-Brabantroute. Vooral het oostelijk deel van de vaarweg is omgeven met veel bomen, wat het kanaal een landschappelijke uitstraling geeft.

## Monumenten
Aan de Bergsebaan in Ter Aalst en de Korenbocht in Oosterhout staan twee identieke monumenten die herinneren aan een gebeurtenis bij het Markkanaal tijdens de Tweede Wereldoorlog: toen geallieerde troepen (de Eerste Poolse Divisie, de 240e Compagnie Royal Engineers en de Prinses Irene Brigade) op 3 november 1944 het kanaal wilden oversteken ontstond een gevecht, waarbij dertig Polen en 100 Duitsers werden gedood.